# 台南市美術館
台南市美術館（たいなんしびじゅつかん、略称南美館、繁体字中国語: 臺南市美術館、英語: Tainan Art Museum）は台湾台南市中西区にある美術館とそれを運営する行政法人の名称。2019年1月に全館が正式開業し、近現代館（1館）と当代館（2館）との2棟で構成されている。1館は日本統治時代に建立され、2010年まで台南市政府警察局庁舎として使われていた市定古積の旧台南警察署を修復、リニューアルしている。2館は戦前の台南神社跡地に建てられた。台湾で初の事例となる行政法人による運営で、科学研究や台湾唯一の絵画修復を手掛ける美術館であり、多機能劇場、児童芸術、芸術家専用展示場やアートサイエンスの研究拠点となっている。

## 沿革
許添財が台南市長（2001-2010年）任期中に市は「亜太美術館」建設を含んだ安平港国家歴史風貌園区の構想を推進し、中央政府からの補助金獲得を期待したが、交渉は不調に終わり計画は頓挫した。
2010年に台南県市合併と直轄市昇格後、市政府は行政法人による運営方式での美術館準備委員会を設立した。このため名称に『市立』は含まれない(p12)。
2011年6月17日、時の市長頼清徳は市定古蹟の旧台南警察署および公十一号駐車場を美術館にすることを宣布。
同年12月17日、美術品コレクターでもある国立成功大学教授の張恵華が、自身の所蔵しているメキシコの美術家バイロン・ガルベス（Byron Gálvez）による油絵作品を寄贈し、南美館初の収蔵作品となった。2013年1月5日に旧警察署を管理している市文化局が美術館化の公聴会を招集。
2015年12月18日に2館で起工式典が開催された。2018年10月17日に1館がプレオープン。2019年1月14日には2館の竣工式典が開催され、1月27日15時の開館式典後、18時に2館も開館を迎えた。開館の式典には総統の蔡英文だけではなく、元市長で当美術館構想を推進した前行政院長の頼清徳、文化部部長鄭麗君、新市長の黄偉哲らが参列し、祝辞を述べた。

## 施設

### 美術館1館

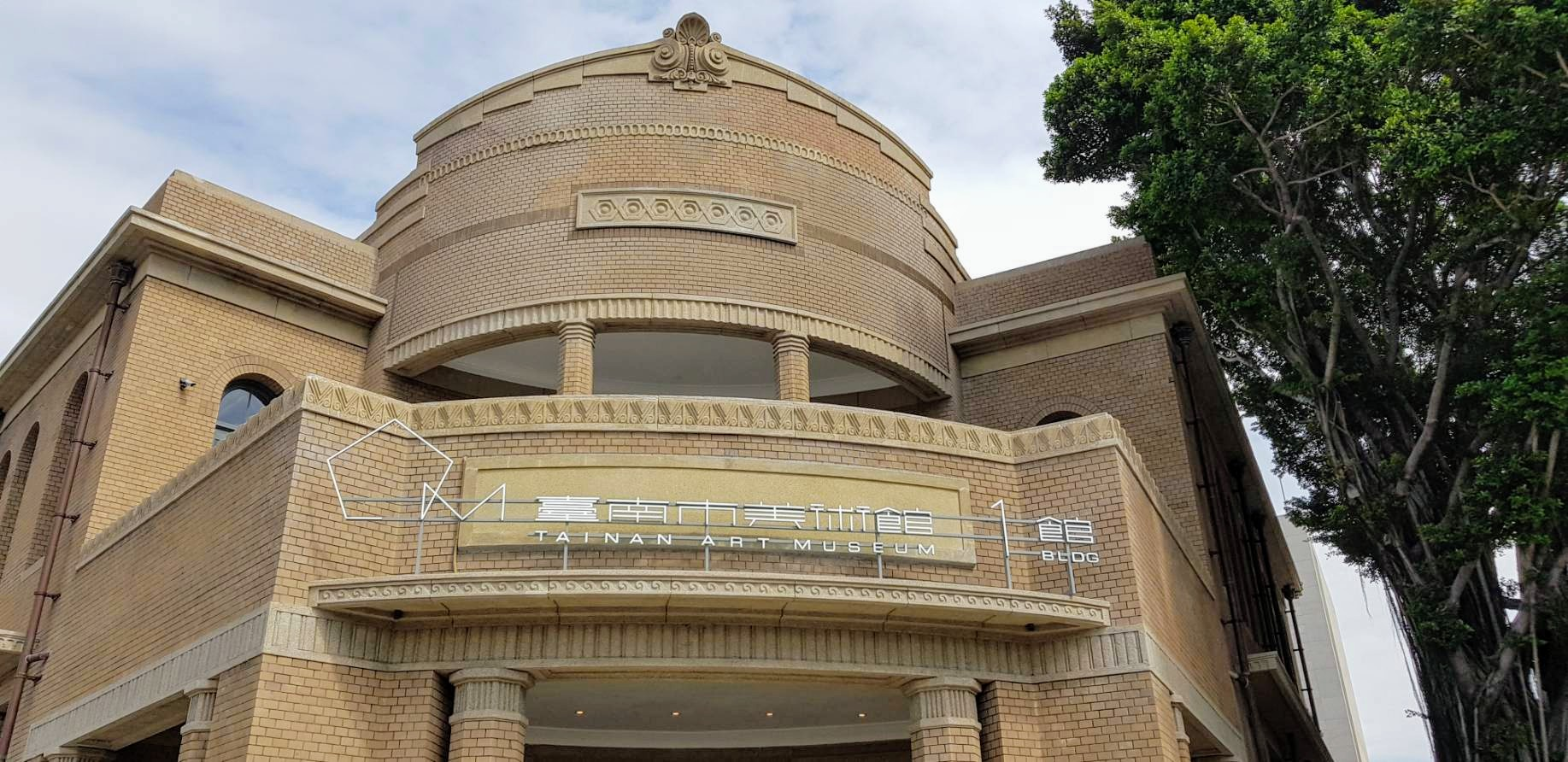
1館外観（リニューアル後）

友愛街と南門路の交差点北東角に位置する旧台南警察署庁舎を芸術空間にリノベーションした1館（近現代館）の展示エリアは、16の展示室を備え総面積は1,024平方メートル。2018年8月に完工し、10月17日にプレ開業を迎えた。
2019年11月にEXILEのAKIRAと林志玲（リン・チーリン）がここ1館で挙式を行ったことから、2020年2月より1館中庭が『志玲姊姊幸福花園（志玲姉さんの花園）』と命名されることになった。

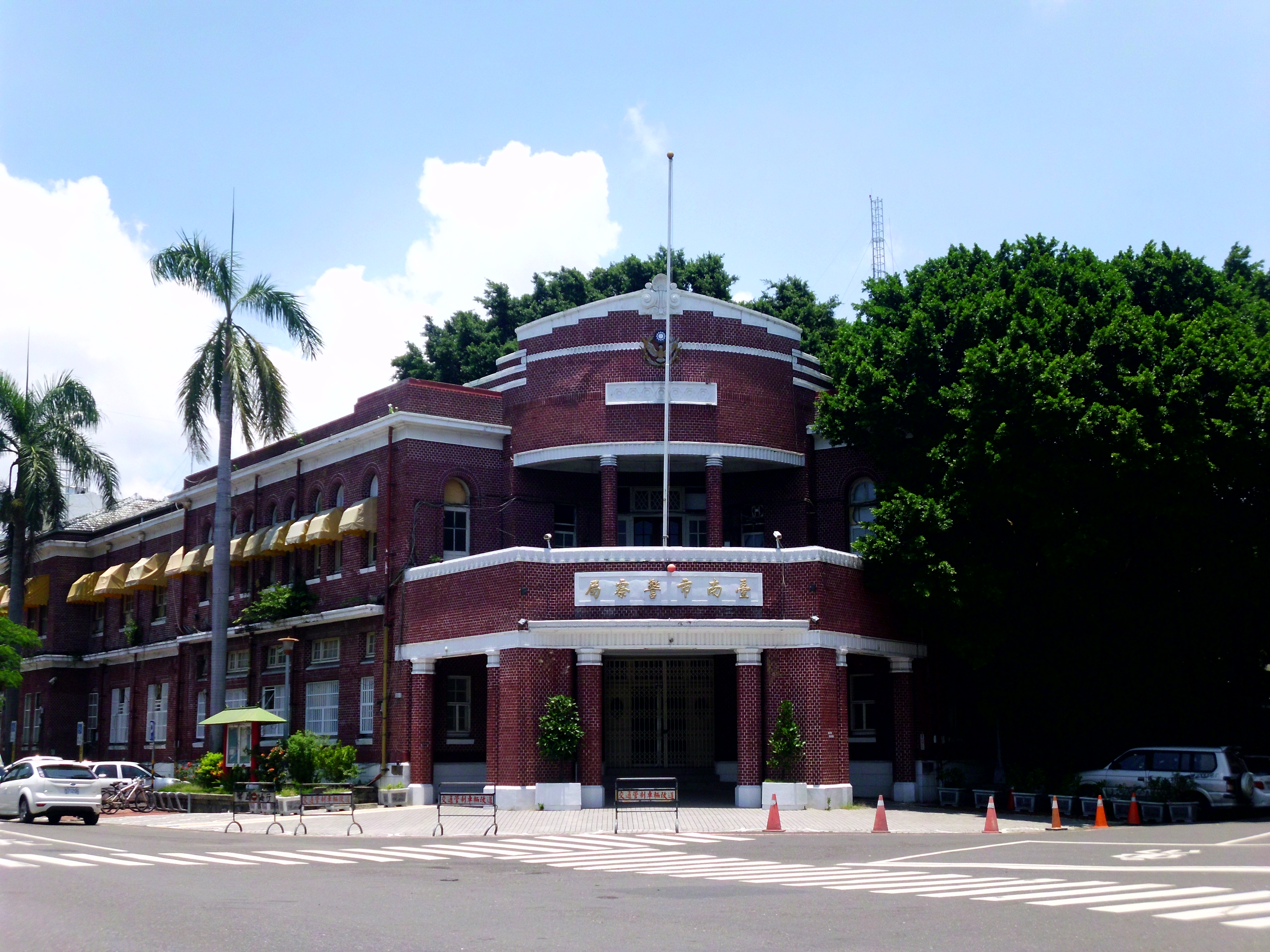
旧台南南警察署をリニューアルした1館（外観修復前）
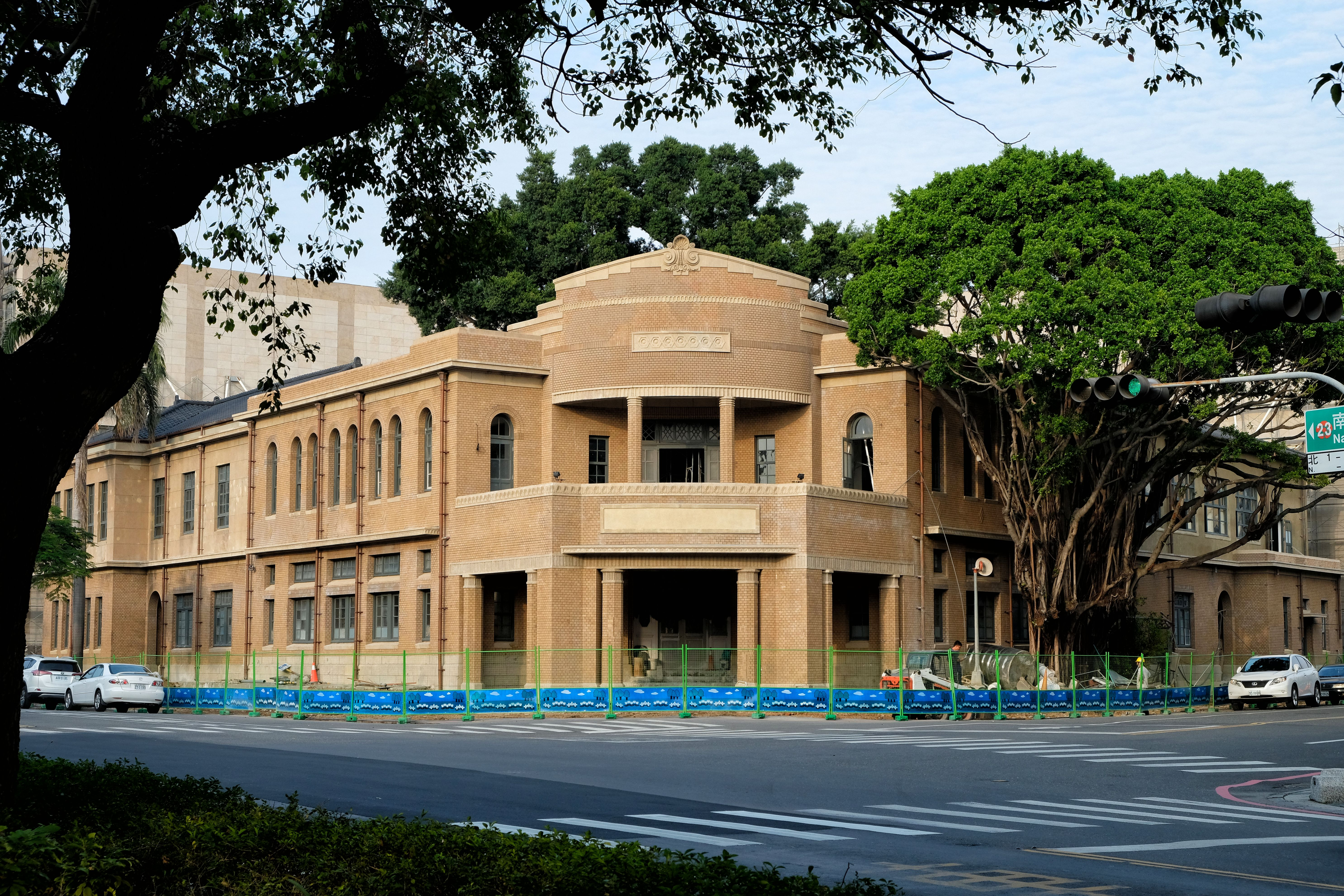
修復過程の1館
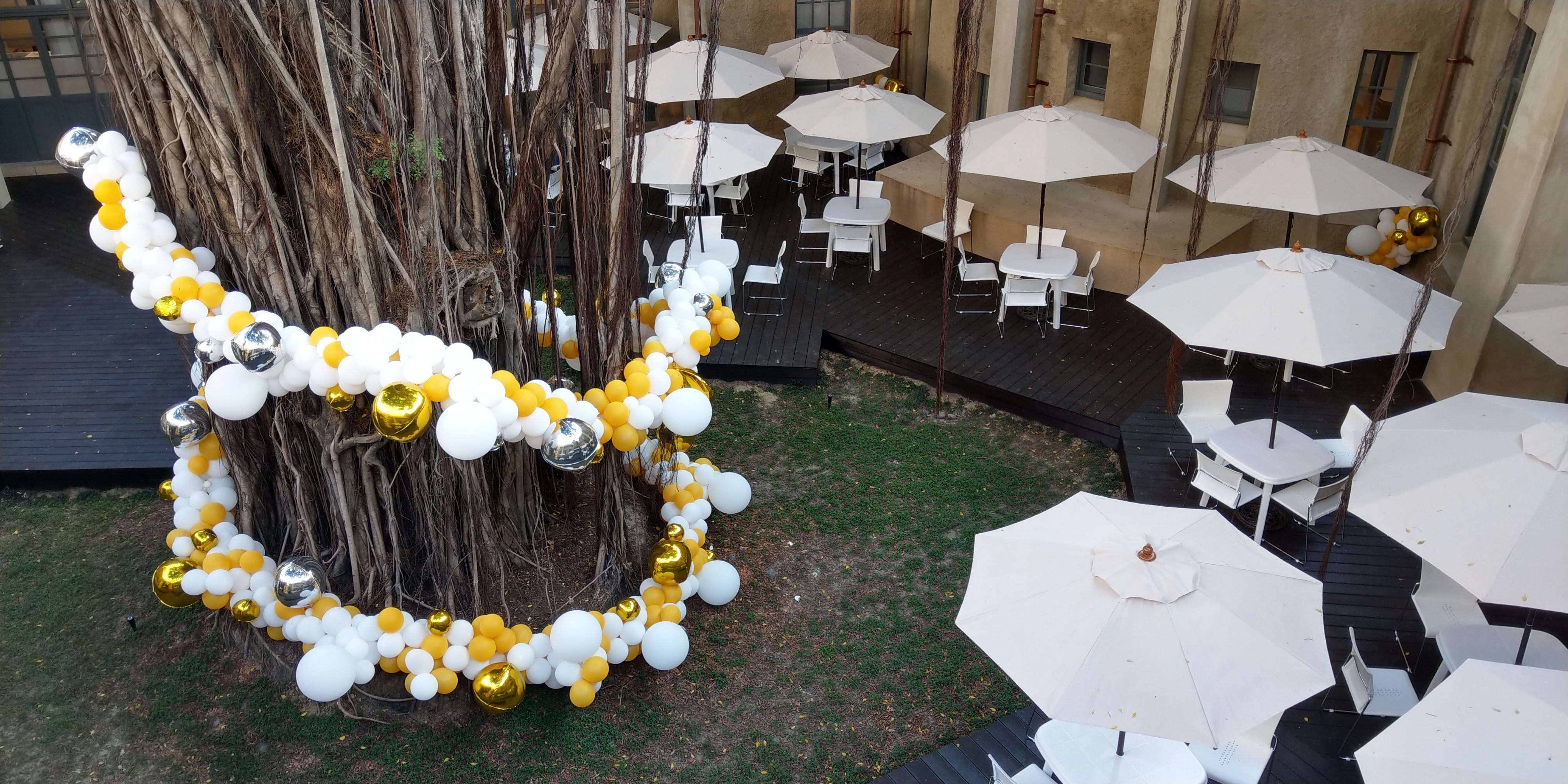
1館中庭（リニューアル後）
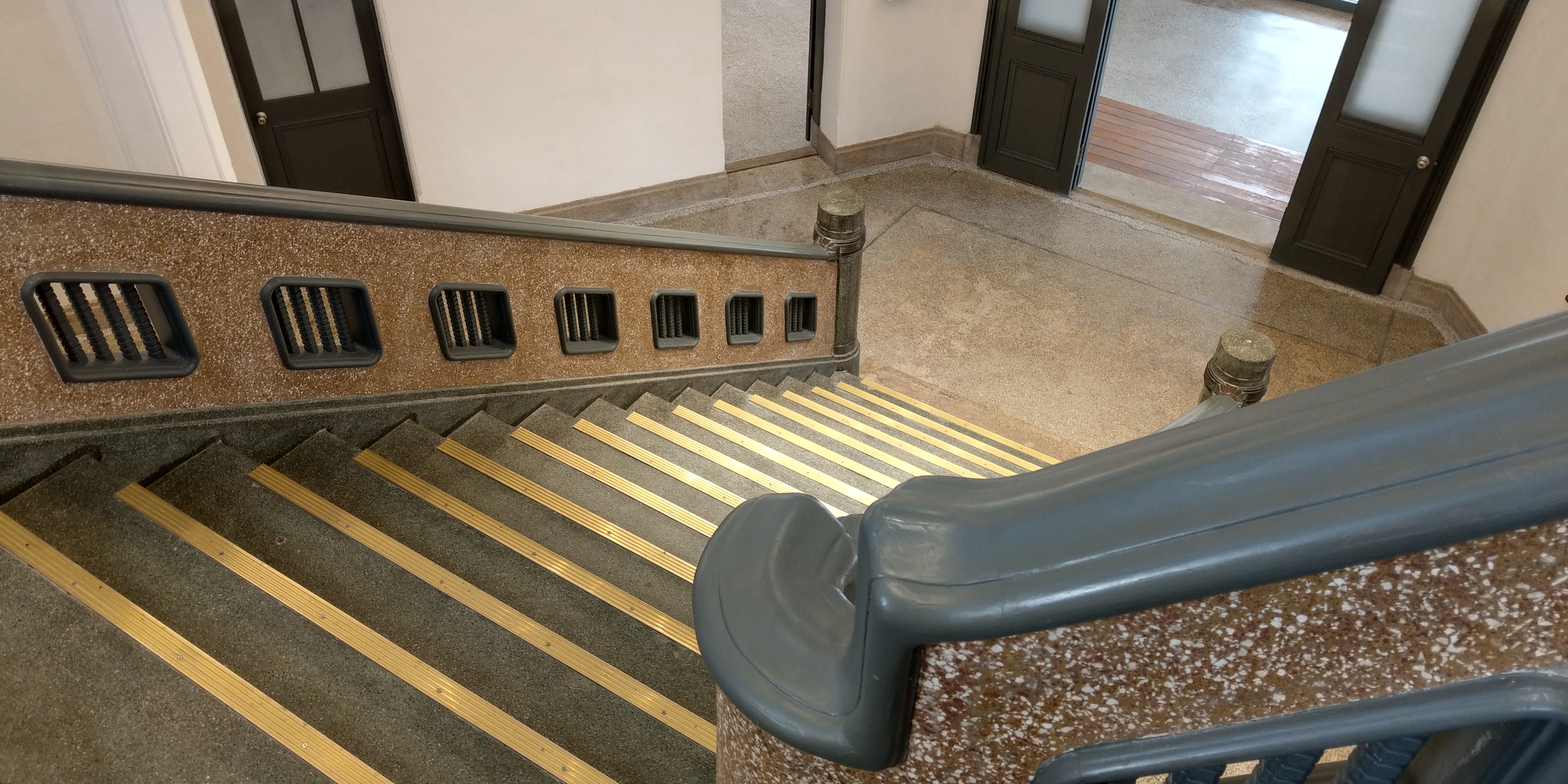
1館内部（リニューアル後）
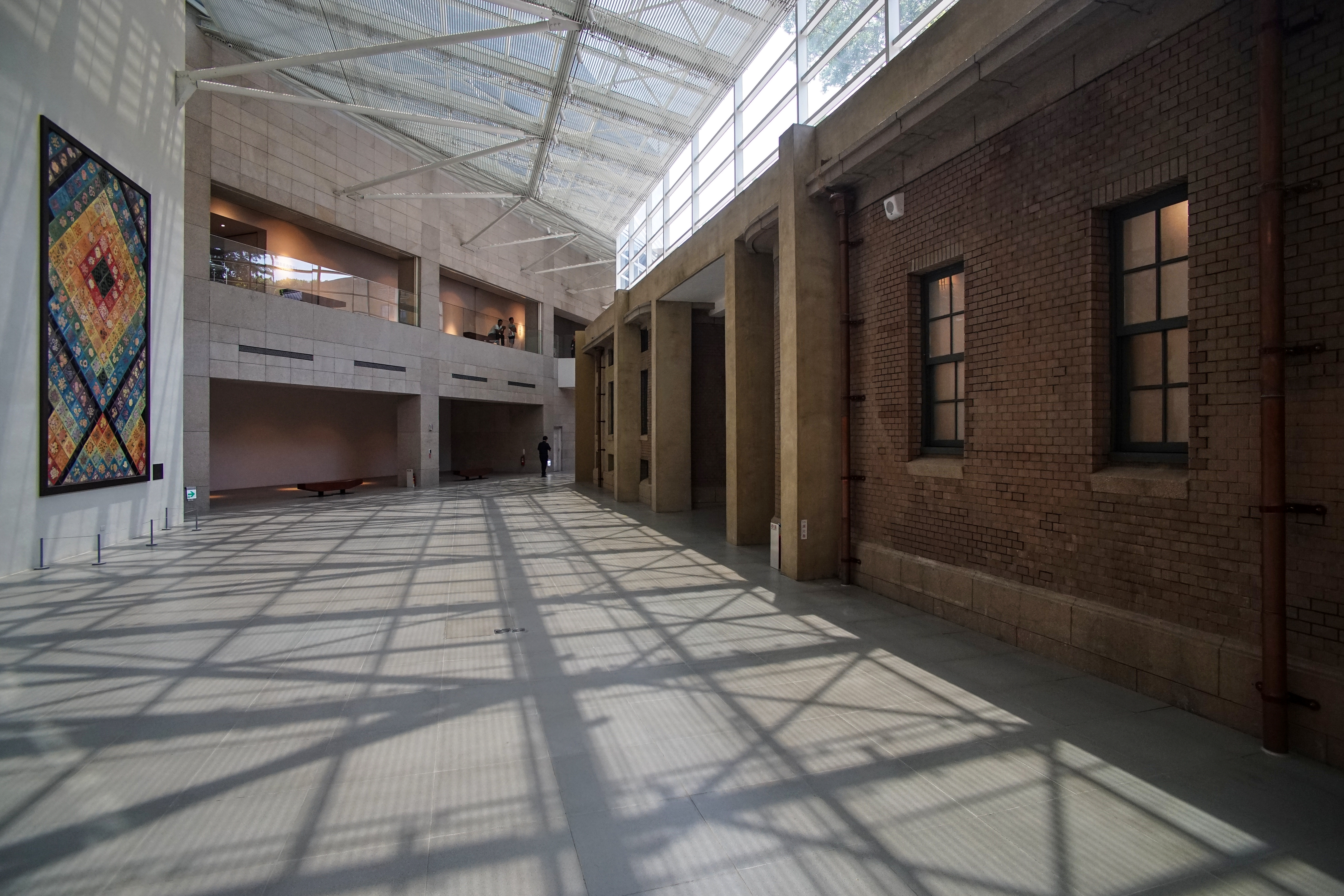
右側が旧警察署、左側が新装部分

### 美術館2館

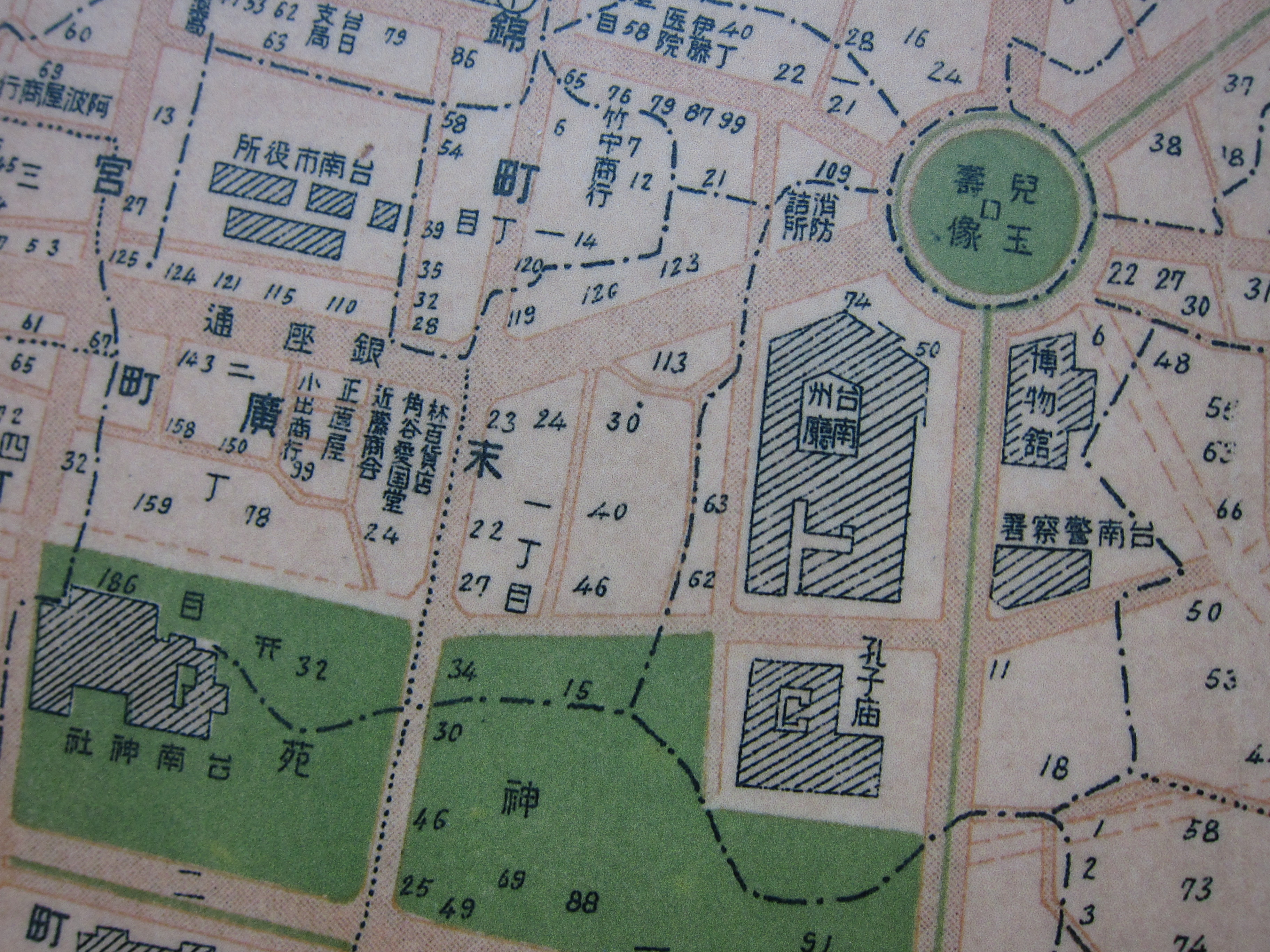
台南神社、台南警察署が記載された戦前の地図

かつて台南神社があり、直前まで公11駐車場および公園用地だった市の保有地に総事業費約17.8億ニュー台湾ドルを投じて建設された。展示エリアは17の展示室を備え総面積は約2,960平方メートル、一部は自然光が差し込むように設計されている。元の駐車場跡地は美術館の地下駐車場となる。2019年1月14日に竣工し、1月27日に1館とともに正式開業を迎えた。ホウオウボクをモチーフとした大屋根が特徴。

#### 国際コンペ
2014年9月6日、国内外の建設業者、建築家による5チームによって行われたプロポーザル方式による2館設計の選考では、同年のプリツカー賞受賞者である日本の建築家、坂茂を擁する台湾ゼネコンの聯鋼営造が首位を獲得した。
- 参加チーム
  - 坂茂+聯鋼営造+石昭永[21]
  - 平田晃久+春原営造+張瑪龍[22]
  - 福清営造+仲観+wHY Architecture[23]
  - 藤本壮介+泰洲営造+葉世宗[24]
  - 福住建設+竹間聯合建築事務所[25]

設計を手掛けた坂は、この功績により落成間近の2018年に台南市から名誉市民として表彰されている。
|                    |             |
| 坂茂設計の建築模型 | 建設中の2館 |

#### 美術館2館地歴

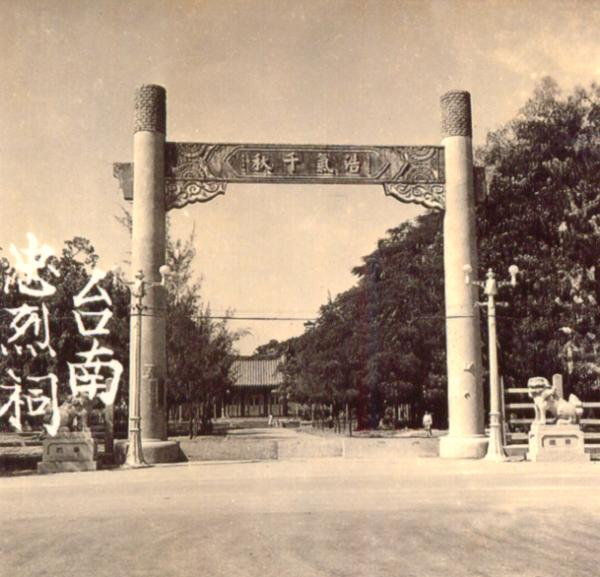
戦後の台南忠烈祠

清朝時代、この地は台南の豪族呉汝祥が建てた邸宅『宜秋山館』だった。1895年甲午戦争後に呉は邸宅を寄贈、日本の北白川宮能久親王が台湾での軍事活動中に館に駐屯していた。同年10月、能久親王は宜秋山館側面の廂房（主に脇部屋として使われる中国の伝統的な家屋配置）で病死。
1902年に官営博物館としては台湾初（一般的には台北市の台湾総督府民政部殖産局付属博物館が知られている）となる、『台南県博物館』が設置されていた。その後展示品は両広会館に移され、跡地の宜秋山館東側には北白川宮能久親王を祀る台南神社が建てられ、1923年に完工した。
1946年中華民国政府は台湾の他県市同様に台南神社を忠烈祠に改め入口橫梁上に「浩氣千秋」の四文字が刻まれた。
1969年に忠烈祠は健康路一段に移転し、国民革命忠烈祠と改称。元の場所にあった建物は当時の市長だった林錫山により撤去され、屋内式の「台南市立体育館」が建てられた。
1991年7月、施治明市長任期中に体育館は撤去され、跡地は「第11号公園」および「公11地下駐車場」となった。

### 美術館廊道
数百メートル離れた両館を結んでいる友愛街には将来的に回廊を整備して回遊性を高める「美術廊道」構想がある。将来的に1館の展示スペースが手狭となった場合は南隣の指定古蹟「旧嘉南大圳組合事務所」とペデストリアン・デッキで連結、事務所に空間を拡張することも嘉南農田水利会との間で合意に達している。

## 利用案内
- 開館時間 - 9:00～17:00（日-金曜）、9:00～21:00（土曜）[30]
- 休館日 - 毎週月曜（祝日を除く）、春節期間の除夕（旧暦12月末日）、初一（旧暦元旦）および初二（旧暦1月2日）[30]
- 入館料 - 台南市外在住者150NT$（台南市民は大人50NT$、国民中学生以下無料）[30]
  - 2019年6月末までは水曜休館で無料だった[30][31]。

## 行政法人台南市美術館
市政府の部局からは独立しているが、2019-2028年の10年間は財源の90%が市の予算で賄われる(p15)。

### 沿革
- 2016年
  - 11月 - 文化部が南美館に行政法人設立を承認[32]
  - 12月23日 - 台南市議会第2屆第4次定期大会にて《台南市美術館設置自治条例》決議が通過、2017年2月9日正式施行[4](p12)。
- 2017年
  - 3月17日 - 第一屆董監事会設立[33]。
  - 4月14日 - 董事会の公布により初代館長として国立台北芸術大学名誉教授の林保堯を任命、5月12日正式就任[34]。
  - 12月20日 - 初代館長の林保堯が高齢を理由に退任、同月27日に佛光大学文化資産與創意学系主任だった潘襎が就任[35]。
- 2018年10月9日 - 文化首都台南における芸術教育振興などで地元の国立台南大学と提携覚書を締結[13]。

館長
| 姓名   | 就任時期       | 退任時期       | 備考                           |
| ------ | -------------- | -------------- | ------------------------------ |
| 林保堯 | 2017年5月12日  | 2017年12月20日 | 国立台北芸術大学名誉教授       |
| 潘襎   | 2017年12月27日 | 現任           | 佛光大学文化資産與創意学系主任 |

董事會・董事長
第1屆
| 董事 | 董事長 |
| --- | ------ |
| 陳輝東、李孟諺（代理市長）、陳修平（教育局局長）、蘇姜雄（清祿集団執行長） 林曼麗（国家文化芸術基金会董事長）、蕭宗煌（国立台湾美術館館長） 傅朝卿（国立成功大学建築系特聘教授）、陳国寧（世界宗教博物館館長）、黄光男、郭為美、潘襎 | 陳輝東 |

監事會
第1屆
| 監事 |
| --- |
| 陳淑姿（主計処処長）、張紹源（財政税務局局長）、葉澤山（文化局局長） 蘇昭雄（台湾省会計師公会南区弁公室主委）、黄雅萍（台南律師公会理事長） |

## 立地

### 交通
台鉄台南駅より
- 1館：徒歩約1km、または大台南公車2路、府城観光巡回巴士で「孔廟(台灣文學館)」[36][37]、または台湾好行（中国語版）88路で「孔廟」下車[38]。
- 2館：徒歩約1.4 km、または大台南公車6路で「臺南市美術館2館」、藍幹線で「林百貨（忠義路）」下車[39][40]。

台南空港・高鉄台南駅より
- 高鉄快捷公車（中国語版）H31路で「建興國中(孔廟)」下車[41]。

台南市公共自転車（T-Bike）
- 美術館站（2館、32台）。双方に空きがあれば台南火車站前站のキオスクから乗り捨てが可能。

### 周辺
| - 旧台南州庁（現・国立台湾文学館、南門路を隔てて1館西隣） - 旧嘉南大圳組合事務所（現・嘉南農田水利会、友愛街を隔てて1館南隣） - 開隆宮 - 呉園（台南公会堂） - 台湾首廟天壇 - 旧台南測候所 - 旧台南合同庁舎 - 開基三官廟 - 鄭氏家廟 | - 旧日本勧業銀行台南支店（現・台湾土地銀行台南支店、2館から忠義路2段沿い北側） - ハヤシ百貨店（2館から忠義路2段沿い北側） - 忠義国小（忠義路を隔てて2館東隣） - 旧台南武徳殿 - 台南孔子廟（1館交差点対角、忠義路忠義国小を挟んで2館東隣） - 開基永華宮 - 台湾府城隍廟 - 鶯料理（料亭） - 旧台南地方法院（現・司法博物館。2館の南隣、府前路対面） |  |